# Acrolyta pseudonens
Acrolyta pseudonens är en stekelart som beskrevs av Schwarz och Shaw 2000. Acrolyta pseudonens ingår i släktet Acrolyta och familjen brokparasitsteklar. Inga underarter finns listade i Catalogue of Life.